# Bistum Pemba
Das Bistum Pemba (lateinisch Dioecesis Pembana, portugiesisch Diocese de Pemba) im Norden von Mosambik ist ein römisch-katholisches Bistum. Zusammen mit den Bistümern Lichinga und Nacala ist es dem Erzbistum Nampula als Suffraganbistum unterstellt.

## Geschichte
Das Bistum wurde am 5. April 1957 als Bistum Porto Amélia aus Gebieten des Bistums Nampula gegründet. Erster Bischof wurde José dos Santos Garcia.  Am 17. September 1976 erfolgte die Umbenennung in Bistum Pemba. Auch der Bischof verlegte seine Residenz hierher.

## Bischöfe
- José dos Santos Garcia SMP (1957–1975)
- Januário Machaze Nhangumbe (1975–1993)
- Tomé Makhweliha SCI (1997–2000)
- Francisco Chimoio OFMCap (2000–2003)
- Ernesto Maguengue (2004–2012)
- Luiz Fernando Lisboa CP (2013–2021, dann Bischof von Cachoeiro de Itapemirim)
- António Juliasse Ferreira Sandramo (seit 2022)